# 第2回ダヴィッド・ディ・ドナテッロ賞
第2回ダヴィッド・ディ・ドナテッロ賞（だい2かいダヴィッド・ディ・ドナテッロしょう）の授賞式は、1957年8月3日にタオルミーナで行われた。

## 受賞者一覧

### 監督賞
- フェデリコ・フェリーニ（『カビリアの夜』）

### プロデューサー賞
- ディーノ・デ・ラウレンティス（『カビリアの夜』）
- レナート・グアリーノ（『L'impero del sole』）

### 女優賞
- イングリッド・バーグマン（『追想』）

### 男優賞
- ローレンス・オリヴィエ（『リチャード三世』）

### 外国人プロデューサー賞
- ジャック・L・ワーナー（『ジャイアンツ』）
- ローレンス・オリヴィエ（『リチャード三世』）

### ゴールデン・プレート
- アルベルト・ラットゥアーダ（監督、『芽ばえ』）
- アルベルト・アンチッロット（『ふしぎな森の物語』）

### シルヴァー・プレート
- Isole di fuoco（監督：ヴィットリオ・デ・セータ）

### シルヴァー・ダヴィッド賞
- アントニオ・ペトルッチ